# 象蛇
象蛇（南非荷兰语及荷兰语：Grootslang，意为“大蛇”）是一种传说中的生物，据传生活在南非一个名为Richtersveld的一个深洞里。

## 传说
根据传说，象蛇是一个与世界一样古老的原始生物。传说中众神创世时犯了一个可怕的错误，制造了象蛇并赋予它巨大的力量和智慧。这让他变得狡猾。在意识到这个错误后，众神将象蛇分离成了不同的生物，从而创造了第一只大象和第一条蛇。但其中一只原始的象蛇逃脱了。
据当地传说，它居住在一个被称为“奇迹洞 (Wonder Hole)”或“无底洞 (Bottomless Pit)”的洞穴，它连接着64（40英里）公里外的大海。这个洞里面充满了钻石。 据传，象蛇生活在温暖的河流和湖泊里.在贝宁，它被传说为一条大象大小的巨蛇。在这个传说中，象蛇垂涎宝石，尤其是钻石。因此，尽管它很残忍，但受害者通常可以提供足够的宝石来换取自由。1917年，英国商人彼得·格雷森(Peter Grayson)和同伴在南非的richtersveld寻找宝藏。他的同伴在遭到狮子袭击并受伤后，发现他失踪了，引得人们传说是象蛇杀死了他。
在一些版本的传说中，象蛇是一种蛇首象身或象首蛇身的怪物。

## 在流行文化中
- 电视节目神秘星期六（英语：The_Secret_Saturdays）在“水里有东西(Something in the Water)”一集中提到了象蛇。它被描绘成一头有四颗象牙的绿色大象，有绵羊一样的角和蛇一样带尖刺的尾巴。节目组用了一大块猪肉来引诱一只象蛇离开住处。
- 在漫画Lumberjanes（英语：Lumberjanes）的第三卷中，它被描绘成一种制造巨大暴风雪的生物，它的存在威胁到了营地。